# Station Menen
Station Menen is een spoorwegstation langs spoorlijn 69 (Kortrijk-Poperinge) in de stad Menen. Het had ook nog een vertakking naar de voormalige spoorlijn 65 (Roeselare - Tourcoing).

## Geschiedenis
Vanaf 1842 rees in Menen de vraag naar een eigen spoorlijn. Oorspronkelijk wou men een stationsgebouw aanleggen binnen de stad, maar uiteindelijk werd het station net buiten de toenmalige stad gebouwd. Na langdurige onderhandelingen reed op 15 januari 1853 de eerste trein door Menen, van de Société des Chemins de fer de la Flandre occidentale. Het originele stationsgebouw werd gebouwd in 1854-1855, een eenvoudig neoclassicistisch gebouw van één bouwlaag. In 1890 werd het fors uitgebreid. In de Eerste Wereldoorlog was het station zwaar beschadigd. Het werd hersteld in 1920, maar luchtbombardementen in mei 1940 vernielden grote delen van het ontvangstgebouw opnieuw. Een nieuw gebouw kwam in 1948. In de tweede helft van de 20e eeuw verdwenen nog een aantal gebouwen.
In 2003 liep een tentoonstelling "150 jaar station Menen" in het stadsmuseum.

## Diensten
Het station van Menen beschikte over 3 sporen, het 3de spoor werd na 2016 opgebroken, en 2 perrons, waarvan sinds 2016 slechts spoor 1 en 2 geëlektrificeerd zijn. Op spoor 1 stoppen treinen richting Poperinge, op spoor 2 die richting Kortrijk. Er is een ondergrondse tunnel om tussen de perrons te gaan. Het station beschikt over een betalend toilet. Er is een gratis parking en overdekte fietsenstalling.
In de loop van 2021 werden de loketten hier gesloten en is het station een stopplaats geworden.
In het station van Menen kunnen reizigers met een beperkte mobiliteit terecht om van de trein gebruik te maken.
Bij het station is ook een redelijk grote bushalte van De Lijn.

## Galerij

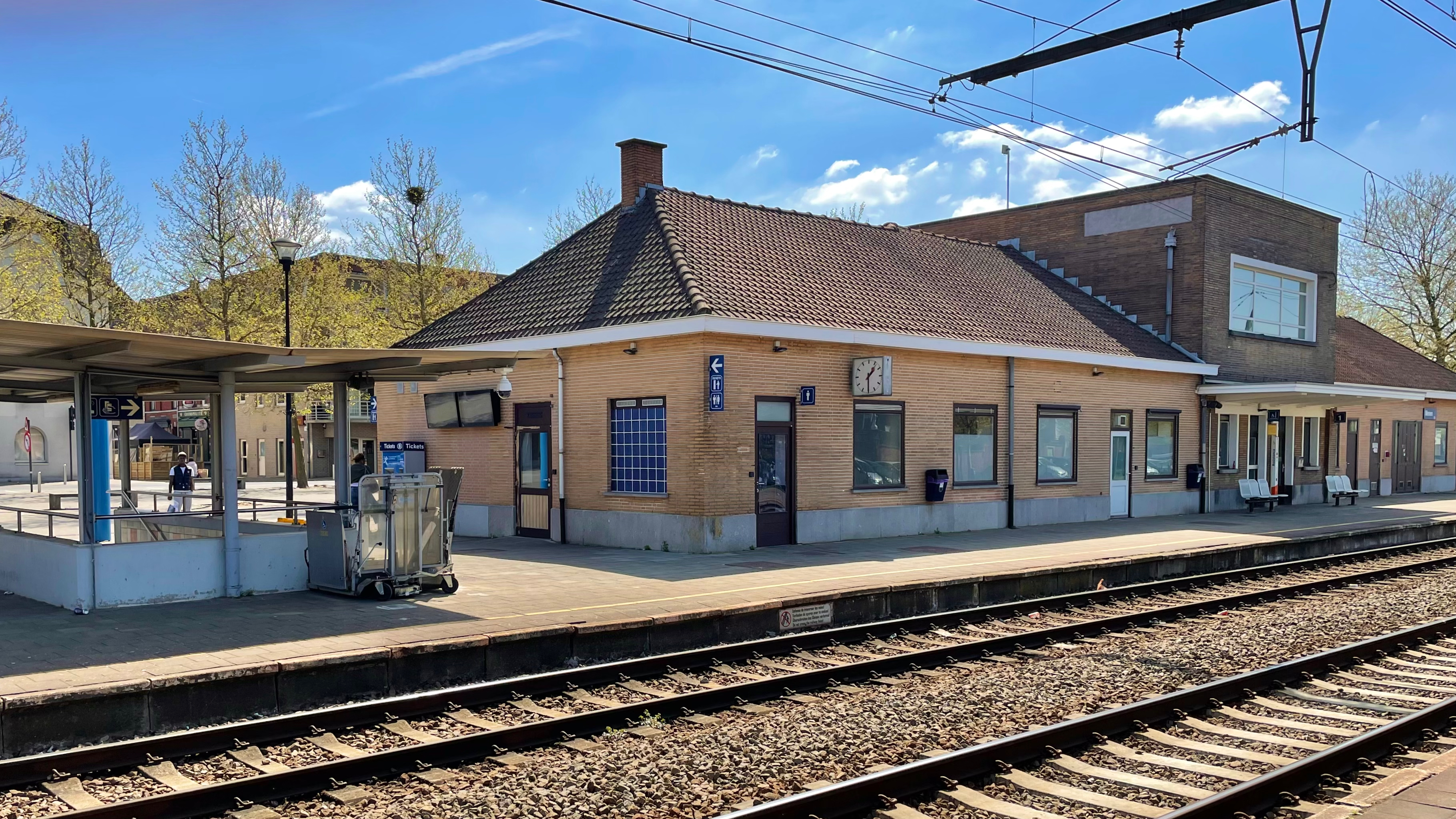
Zicht op het perron (2022)
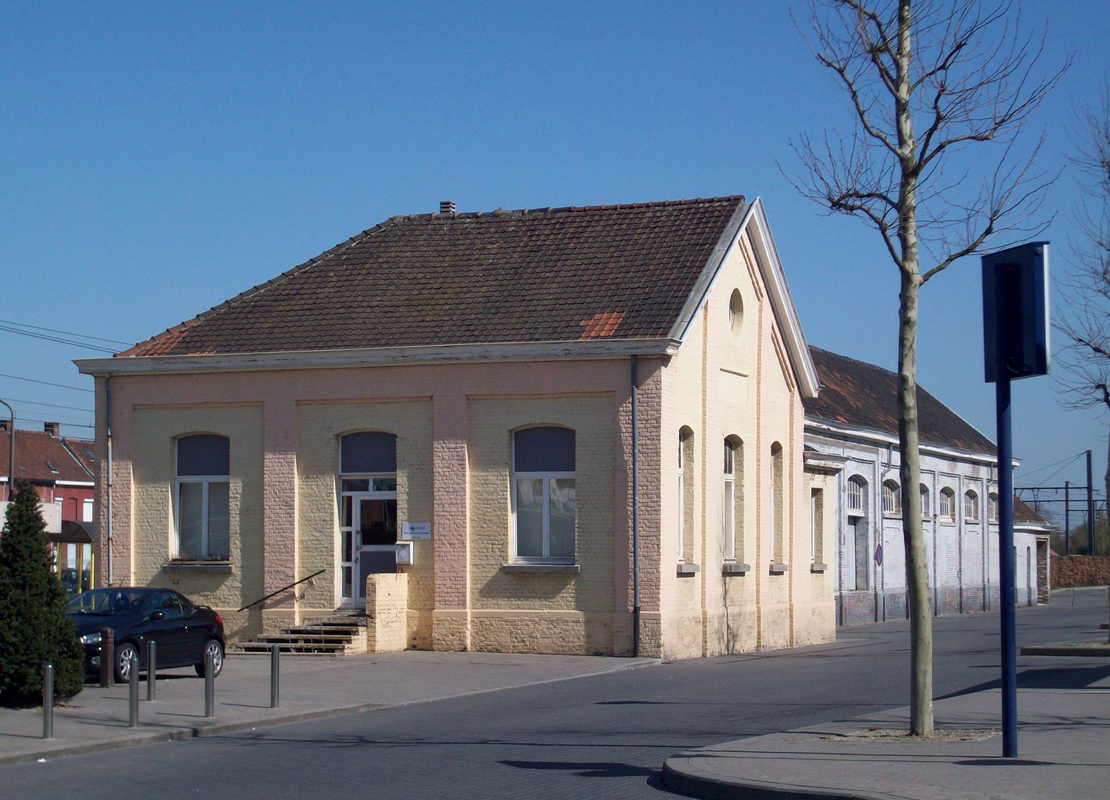
Goederenloods
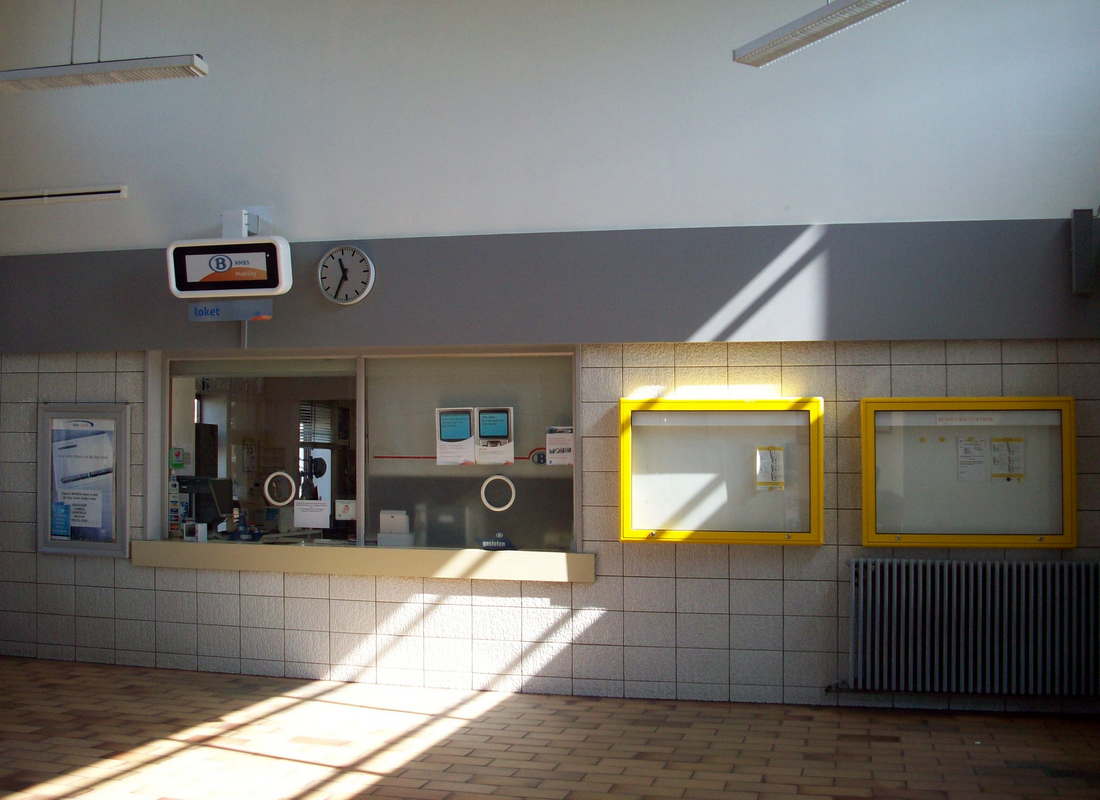
Loket
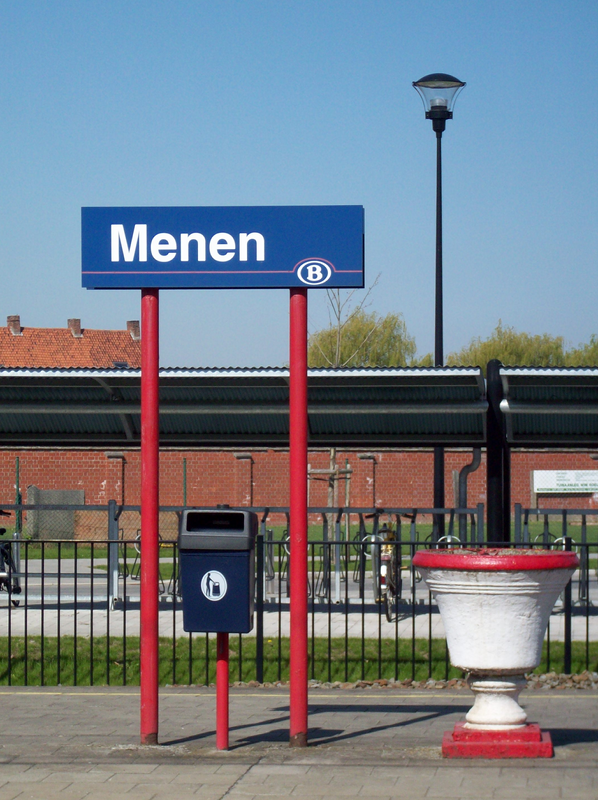
Naambord station Menen
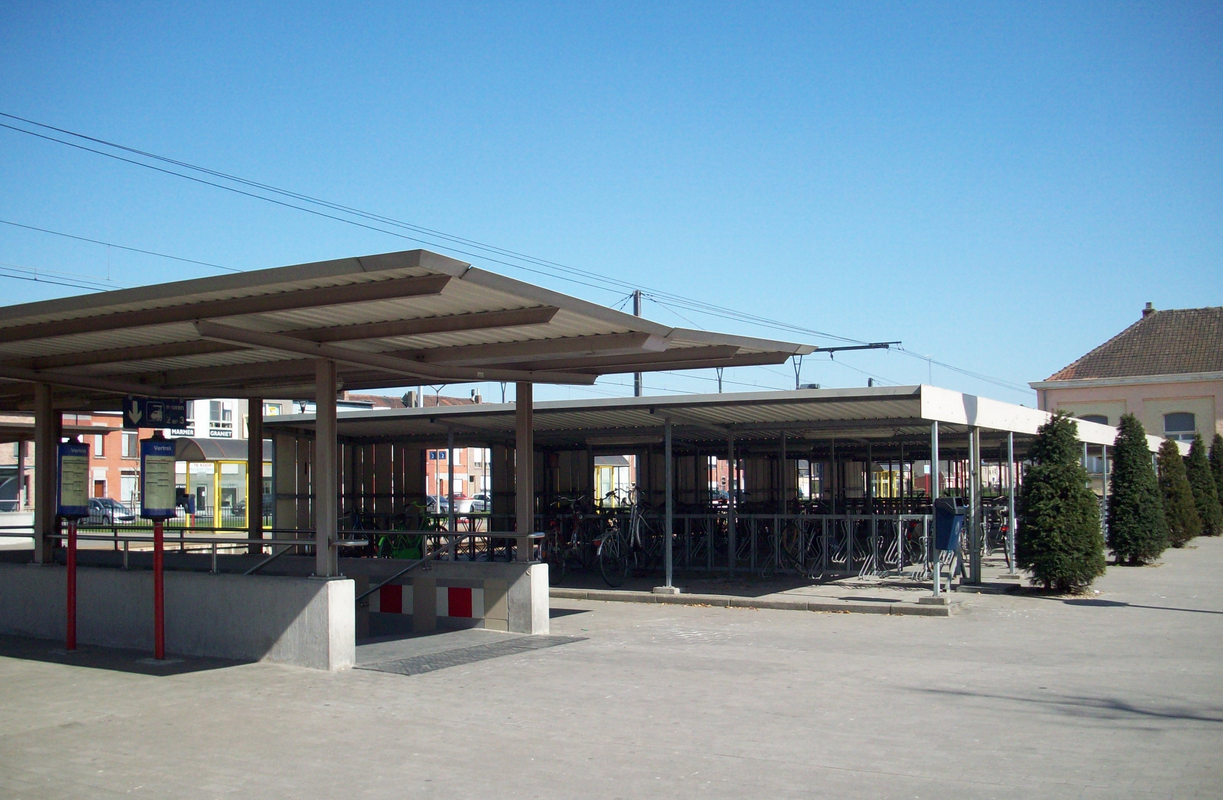
Fietsenstalling en ingang onderdoorgang
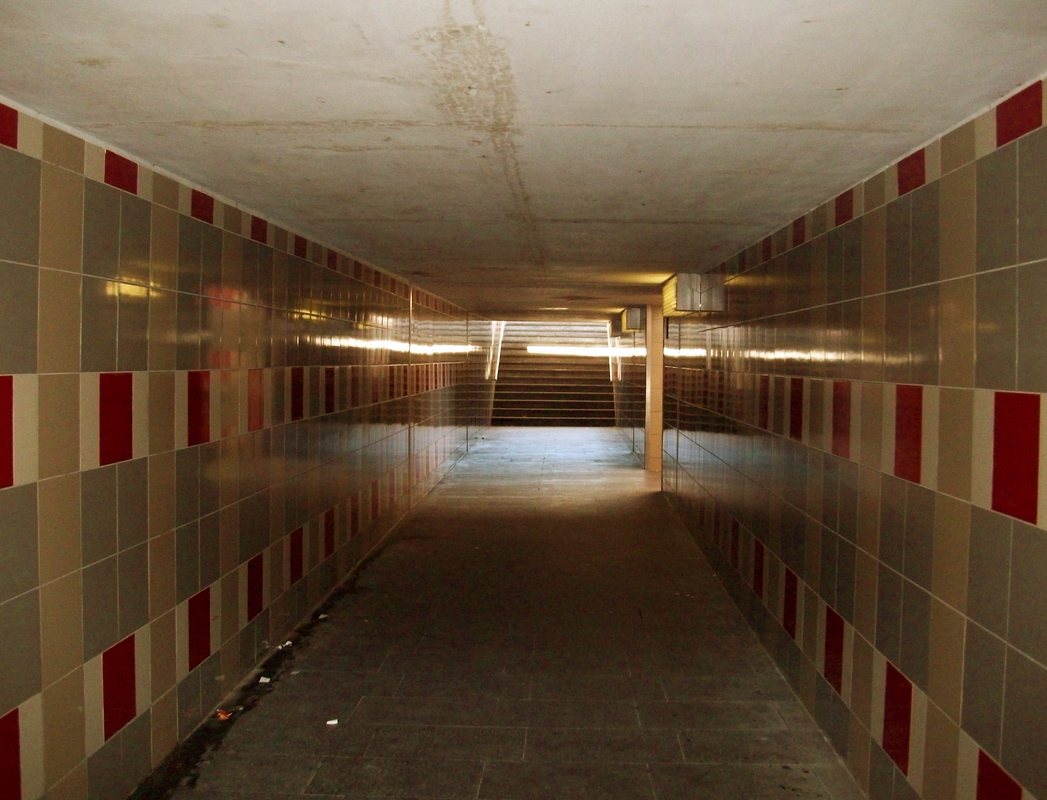
Verbindingstunnel
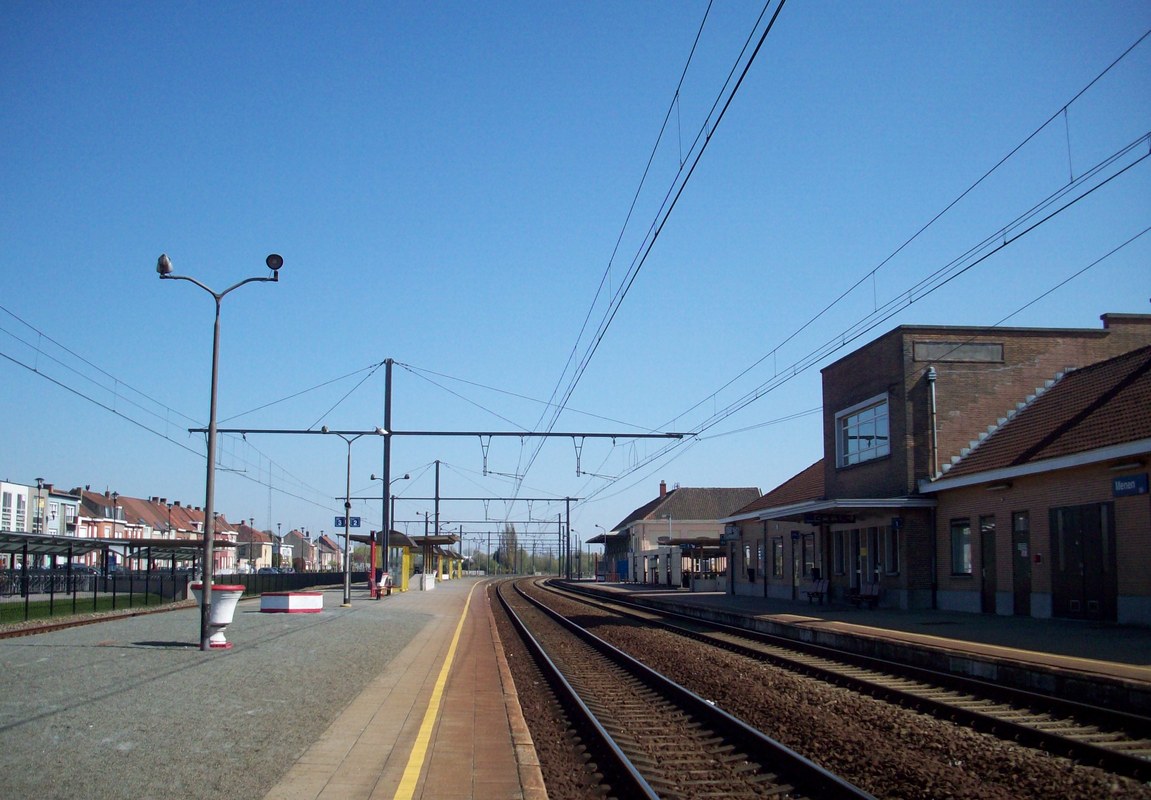
Zicht op de perrons

## Treindienst
| Serie       | Treinsoort          | Route | Bijzonderheden                                                              |
| ----------- | ------------------- | --- | --------------------------------------------------------------------------- |
| IC 04       | Intercity (NMBS)    | Antwerpen-Centraal – Gent-Sint-Pieters – Kortrijk – Menen – Poperinge                                                               |                                                                             |
| P 7000/8000 | Piekuurtrein (NMBS) | [ Oostende – Brugge – ] / [ De Panne – ] / [ Poperinge – Ieper – Menen – Kortrijk – ] Gent-Sint-Pieters – Brussel-Zuid – Schaarbeek | Twee treinen per dag per richting. Een trein op zondagavond vanaf De Panne. |
| P 7080/8080 | Piekuurtrein (NMBS) | Poperinge – Ieper – Menen – Kortrijk                                                                                                | Rijdt alleen op werkdagen.                                                  |
| P 8890      | Piekuurtrein (NMBS) | Poperinge – Ieper – Menen – Kortrijk – Gent-Sint-Pieters – Mechelen – Leuven – Sint-Joris-Weert                                     | Een trein op zondagavond.                                                   |

## Reizigerstellingen
De grafiek en tabel geven het gemiddeld aantal instappende reizigers weer op een week-, zater- en zondag.
| Tabel: aantal instappende reizigers station Menen | Tabel: aantal instappende reizigers station Menen | Tabel: aantal instappende reizigers station Menen | Tabel: aantal instappende reizigers station Menen |
|                                                   | Weekdag                                           | Zaterdag                                          | Zondag                                            |
| ------------------------------------------------- | ------------------------------------------------- | ------------------------------------------------- | ------------------------------------------------- |
| 1977                                              | 915                                               | 236                                               | 288                                               |
| 1978                                              | 976                                               | 226                                               | 356                                               |
| 1979                                              | 887                                               | 218                                               | 300                                               |
| 1980                                              | 838                                               | 241                                               | 334                                               |
| 1981                                              | 894                                               | 260                                               | 317                                               |
| 1982                                              | 945                                               | 238                                               | 338                                               |
| 1983                                              | 956                                               | 254                                               | 318                                               |
| 1984                                              | 854                                               | 320                                               | 287                                               |
| 1985                                              | 891                                               | 254                                               | 418                                               |
| 1986                                              | 745                                               | 251                                               | 224                                               |
| 1987                                              | 914                                               | 283                                               | 458                                               |
| 1988                                              | 834                                               | 275                                               | 414                                               |
| 1989                                              | 746                                               | 306                                               | 326                                               |
| 1990                                              | 766                                               | 262                                               | 322                                               |
| 1991                                              | 724                                               | 368                                               | 553                                               |
| 1992                                              | 801                                               | 367                                               | 524                                               |
| 1993                                              | 794                                               | 327                                               | 534                                               |
| 1994                                              | 829                                               | 341                                               | 451                                               |
| 1995                                              | 736                                               | 340                                               | 485                                               |
| 1996                                              | 735                                               | 426                                               | 411                                               |
| 1997                                              | 732                                               | 382                                               | 410                                               |
| 1998                                              | 753                                               | 435                                               | 403                                               |
| 1999                                              | 796                                               | 337                                               | 388                                               |
| 2000                                              | 906                                               | 316                                               | 402                                               |
| 2001                                              | 792                                               | 278                                               | 452                                               |
| 2002                                              | 732                                               | 340                                               | 442                                               |
| 2003                                              | 756                                               | 360                                               | 392                                               |
| 2004                                              | 703                                               | 342                                               | 474                                               |
| 2005                                              | 764                                               | 348                                               | 436                                               |
| 2006                                              | 766                                               | 346                                               | 413                                               |
| 2007                                              | 764                                               | 388                                               | 538                                               |
| 2008                                              | -                                                 | -                                                 | -                                                 |
| 2009                                              | 847                                               | 404                                               | 552                                               |
| 2010                                              | -                                                 | -                                                 | -                                                 |
| 2011                                              | -                                                 | -                                                 | -                                                 |
| 2012                                              | 807                                               | 357                                               | 340                                               |
| 2013                                              | 769                                               | 367                                               | 350                                               |
| 2014                                              | 790                                               | 460                                               | 413                                               |
| 2015                                              | 804                                               | 319                                               | 351                                               |
| 2016                                              | 814                                               | 477                                               | 625                                               |
| 2017                                              | 891                                               | 441                                               | 455                                               |
| 2018                                              | 775                                               | 424                                               | 435                                               |
| 2019                                              | 864                                               | 424                                               | 364                                               |
| 2020                                              | 704                                               | 346                                               | 285                                               |
| 2021                                              | -                                                 | -                                                 | -                                                 |
| 2022                                              | 831                                               | 442                                               | 462                                               |
| 2023                                              | 1 030                                             | 496                                               | 538                                               |
| 2024                                              | 1 137                                             | 549                                               | 451                                               |

0,0: Roeselare ·
2,6: Meiboom ·
4,8: Zilverberg ·
7,9: Beitem ·
12,6: Ledegem-Dadizele ·
14,7: Kezelberg ·
18,5: Menen-Bruggepoort ·
20,1: Menen
0: Kortrijk ·
0,3: Kortrijk-West ·
1,6: Bissegem ·
5,1: Wevelgem ·
10,4: Menen ·
12,2: Menen-Koekoek ·
15,6: Wervik ·
17,5: Comines-Hospice ·
19,2: Komen ·
22,8: Houthem ·
24,6: Hollebeke ·
28,5: Zillebeke ·
31,9: Ieper ·
35,7: Vlamertinge ·
38,2: Brandhoek ·
42,0: Poperinge ·
48,0: Abele